# Papilio garleppi
Papilio garleppi is een vlinder uit de familie van de pages (Papilionidae). De wetenschappelijke naam van de soort is voor het eerst geldig gepubliceerd in 1892 door Otto Staudinger. De naam verwijst naar de Duitse verzamelaar Otto Garlepp.